# Margaret Harriman
Margaret Harriman fue una deportista sudafricana que compitió en natación adaptada, tiro con arco adaptado, bolos sobre hierba adaptado y dartchery. Hasta 1964 representó a Rodesia del Sur.
Ganó 17 medallas en los Juegos Paralímpicos de Verano entre los años 1960 y 1996.

## Palmarés internacional
| Representando a Rodesia del Sur |               |                   |                               |
| Juegos Paralímpicos             |               |                   |                               |
| Año                             | Lugar         | Medalla           | Prueba                        |
| 1960                            | Roma (Italia) | Medalla de plata  | 50 m crol incompleto clase 4  |
| 1960                            | Roma (Italia) | Medalla de bronce | 50 m braza incompleta clase 4 |
| 1960                            | Roma (Italia) | Medalla de bronce | 50 m braza incompleta clase 4 |

| Representando a Rodesia del Sur |                   |                |                             |
| Juegos Paralímpicos             |                   |                |                             |
| Año                             | Lugar             | Medalla        | Prueba                      |
| 1960                            | Roma (Italia)     | Medalla de oro | Ronda FITA clase abierta    |
| 1960                            | Roma (Italia)     | Medalla de oro | Ronda Windsor clase abierta |
| 1964                            | Tokio (Japón)     | Medalla de oro | Ronda FITA clase abierta    |
| 1964                            | Tokio (Japón)     | Medalla de oro | Ronda Albion clase abierta  |
| Representando a Sudáfrica       |                   |                |                             |
| Juegos Paralímpicos             |                   |                |                             |
| Año                             | Lugar             | Medalla        | Prueba                      |
| 1968                            | Tel Aviv (Israel) | Medalla de oro | Ronda Albion clase abierta  |
| 1972                            | Heidelberg (RFA)  | Medalla de oro | Ronda FITA clase abierta    |
| 1972                            | Heidelberg (RFA)  | Medalla de oro | Ronda FITA clase abierta    |

| Representando a Rodesia del Sur |                  |                   |                            |
| Juegos Paralímpicos             |                  |                   |                            |
| Año                             | Lugar            | Medalla           | Prueba                     |
| 1964                            | Tokio (Japón)    | Medalla de oro    | Dobles clase abierta mixto |
| Representando a Sudáfrica       |                  |                   |                            |
| Juegos Paralímpicos             |                  |                   |                            |
| Año                             | Lugar            | Medalla           | Prueba                     |
| 1976                            | Toronto (Canadá) | Medalla de bronce | Dobles clase abierta       |

| Representando a Sudáfrica |                          |                   |                |
| Juegos Paralímpicos       |                          |                   |                |
| Año                       | Lugar                    | Medalla           | Prueba         |
| 1972                      | Heidelberg (RFA)         | Medalla de oro    | Individual     |
| 1972                      | Heidelberg (RFA)         | Medalla de plata  | Dobles         |
| 1976                      | Toronto (Canadá)         | Medalla de oro    | Individual Wh  |
| 1976                      | Toronto (Canadá)         | Medalla de oro    | Individual Wh  |
| 1996                      | Atlanta (Estados Unidos) | Medalla de bronce | Individual LB2 |